# Oslo-Stories: Sehnsucht
Oslo-Stories: Sehnsucht (Originaltitel: Sex) ist ein norwegischer Spielfilm von Dag Johan Haugerud aus dem Jahr 2024. Die Uraufführung des Dramas erfolgte Mitte Februar 2024 bei der 74. Berlinale. Komplettiert wurde sie mit den Teilen Träume und Liebe.

## Handlung
Zwei Schornsteinfeger sind verheiratet und leben in monogamen heterosexuellen Beziehungen. Sie geraten aber in Situationen, die sie dazu anregen, ihre bisherigen Vorstellungen von Sexualität und Geschlechterrollen neu zu überdenken.

## Veröffentlichung
Sehnsucht wurde am 17. Februar 2024 im Rahmen der Berlinale uraufgeführt. Dort wurde das Werk in die Sektion Panorama aufgenommen.
Ein regulärer Kinostart in Deutschland und Österreich erfolgte am 22. Mai 2025 im Verleih von Alamode Film.

## Auszeichnungen
Im Rahmen seiner Aufnahme in die Panorama-Sektion der Berlinale 2024 war Sex automatisch für den Panorama Publikumspreis nominiert. Auf dem Festival wurde das Werk mit  dem Preis der Ökumenischen Jury in der Sektion Panorama ausgezeichnet.
Beim norwegischen Filmpreis Amanda erhielt der Film zehn Nominierungen. Dag Johan Haugerud gewann die Kategorien für das beste Drehbuch und die beste Regie. Jan Gunnar Røise gewann in der Kategorie für die beste Hauptrolle. Neben ihm war auch Thorbjørn Harr nominiert. Siri Forberg erhielt die Auszeichnung in der Kategorie „Beste Nebenrolle“.